# Relations entre l'Algérie et le Brésil
Les relations entre l'Algérie et le Brésil correspondent aux interactions diplomatiques, culturelles et économiques entre la République algérienne démocratique et populaire et la république fédérative du Brésil. 
Les deux pays sont membres du Groupe des quinze, Groupe des 24, Groupe des 77 et les Nations unies.

## Présentation

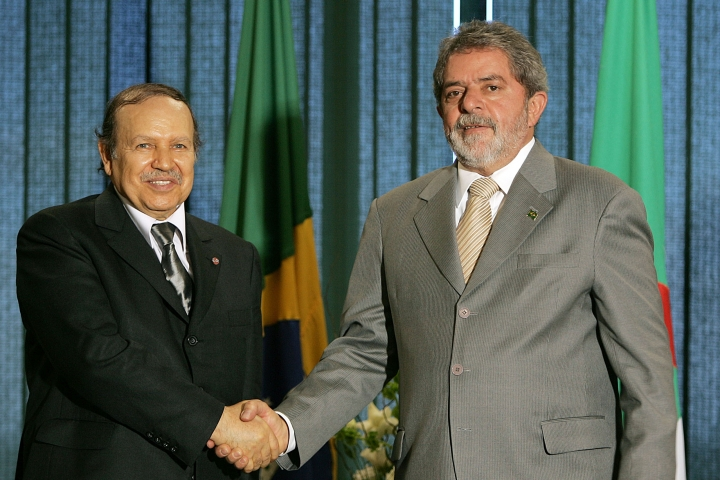
Le Président algérien Abdelaziz Bouteflika et le Président brésilien Luiz Inácio Lula da Silva à Brasília en 2005.

Le Brésil a reconnu et établi des relations diplomatiques avec l’Algérie après leur indépendance de la France en 1962. Le Brésil a ouvert une ambassade à Alger en 1963. Pendant la dictature militaire au Brésil (1964-1985), plusieurs Brésiliens ont demandé l’asile politique en Algérie. Après la chute de la dictature militaire, la plupart des Brésiliens sont retournés dans leur pays.
En novembre 1983, le président brésilien João Figueiredo s’est rendu en Algérie. En 2005, le Président algérien Abdelaziz Bouteflika a effectué une visite au Brésil et a rencontré le Président Luiz Inácio Lula da Silva. En février 2006, ce dernier a effectué une visite officielle en Algérie et a rencontré le Président Bouteflika.
Les relations entre les deux nations sont caractérisées par l’amitié et la coopération. Le Brésil a établi un lien permanent avec l’Algérie grâce au travail de l’architecte brésilien Oscar Niemeyer. Deux des projets de Niemeyer consacrés à l’Algérie ont été réalisés à l’Université Constantine 1 et à l’Université des sciences et de la technologie Houari Boumédiène. Le travail de Niemeyer en Algérie a contribué à créer un sentiment de solidarité entre les deux pays et renforcé l’admiration mutuelle entre les deux peuples.

### Représentations officielles
L’Algérie a une ambassade à Brasília tandis que le Brésil a une ambassade à Alger.

### Commerce
En 2019, les échanges commerciaux entre les deux pays se sont essaient totalisé 2,3 milliards de dollars. Les principales exportations de l’Algérie vers le Brésil sont les principales huile végétale carburant et l’urée. Les principales exportations du Brésil vers l’Algérie sont le sucre de canne; minerai de fer; huile de soja; maïs; bœuf réfrigéré et le café.